# ولایت کنر
کُنَر (لاتین: Choaspes/کواَسپِس؛ یونانی باستانی Khoáspēs/خواَسپیس؛ اوستایی نو: هووَسپه؛ ایرانی کهن: Aspasii) با نام اصلی‌ کافرستان؛ یکی از ۳۴ ولایت افغانستان به مرکزیت شهر اسعدآباد است و از ولایات شرقی افغانستان به‌شمار می‌رود. کنر بیست و هشتمین ولایت پهناور و بیست و پنجمین ولایت پرجمعیت افغانستان است. پهناوری آن ۴۹۲۵ کیلومتر مربع و جمعیت آن نیم ملیون نفر است. از شمال به ولایت نورستان، از شرق به پاکستان، از جنوب به ننگرهار و از غرب به لغمان محدود است. ساکنان آن بر علاوه زبان‌های پشتو و دری، به  زبان نورستانی نیز مسلط هستند. میانگین ارتفاع آن ۱۵۷۶ متر و بلندترین نقطه آن کوه کچرکند با ۴۲۱۸ متر بلندی است. کنر از ولایت‌های سرسبز و خوش آب و هوای افغانستان است که دره‌های حاصلخیز آن توسط رودهای کنر و رود پیچ آبیاری می‌شود.
کنر به همراه نورستان بخشی از آن منطقه‌ی مرزی به شمار می‌‌آمده که به کافرستان مشهور بوده است، و تا چند دهه پیش، هیچگاه به عنوان یک بخش واقعی‌ از افغانستان محسوب نشده‌ است. کنر ولایتی کم‌جمعیت، مرزی، کوهستانی و جنگلی است. اسعدآباد شهری کوچک در افغانستان و مرکز ولایت کنر است. نام قدیم آن چغان‌سرای است و بابر از آن به عنوان یک شهر کوچک در مرز‌های افغانستان و ناحیه کافرستان نام برده‌است. افغانی‌هایی‌ که ادعا میکنند جمال‌الدین اسدآبادی افغانی‌ است، او را زادهٔ این شهر کوچک می‌دانند. در دامنه کوه‌های منطقه یخه‌چینه و احمدی‌غوندی ولسوالی خاص ولایت کنر معادن کرومیت وجود دارد که مکان این معدن در فاصله ۲۰۸ کیلومتری شهر کابل و ۴۸ کیلومتری شهر جلال‌آباد قرار دارد.

## نام
کلمه کنر از Choaspes/کواَسپِس (لاتین‌شدهٔ واژهٔ یونانی باستانی Khoáspēs/خواَسپیس؛ اوستایی نو: هووَسپه گرفته شده‌است. (هووَسپا): نام رود کنر در منابع باستانی (نام دو رود دیگر؛ یکی در سرزمین سوسیانا، و دیگری در شمال سرزمین پارس هم به همین نام خوانده شده). آریان (ح۹۲-ح۱۷۵ م)، تاریخ‌نگار یونانی، این رود را بنام Euaspla یاد کرده، که احتمالاً نیم‌برگردانی است از نام ایرانی کهن هواَسپه به‌معنای «داشتن اسب‌های خوب». Aspasii نام مردمانی قبیلوی بوده که در سرزمین گندهارا در اطراف رود کُنَر می‌زیستند. استرابو (۲۷ ق.م. -۱۴ م)، تاریخ‌نگار دیگر یونان باستان، نام این مردمان را Hypasii خوانده‌است.

## تاریخ
میر سید علی همدانی معروف به علی ثانی از عارفان سده هشتم هجری که به سرزمین‌های گوناگون ازجمله بلخ، بدخشان، کابل و کشمیر سفر کرده‌بود سرانجام در «عرض راد» در کنر در سال ۷۸۶ درگذشت و بعد از چندی پیکر او را از کنر به ختلان بردند و در کنر در آنجا که پیکر وی بوده مزار ساخته‌اند. گفته‌اند که زادگاه سید جمال الدین افغان در کنار همان مزار است.
بعضی‌ از افغانی‌ها، جمال‌الدین اسدآبادی را به کنر منتسب کرده‌اند. در روزگار سید جمال‌الدین، کنر دورافتاده‌ترین ولایت شرقی و مرزی افغانستان بوده، زیرا هنوز سرزمین ماورای آن به تصرف حکومت افغانستان درنیامده بود.
از سادات کنر کسی که در جریان‌های سیاسی افغانستان دخالت داشته سید محمد کنری بوده‌است که سردار محمد رفیق خان در زمان امارت محمد افضل خان به‌وسیلهٔ او مکتوبی به شاهزاده شاپور پسر شجاع‌الملک فرستاد و به سلطنت دعوتش نمود.
در زمان حکومت نورمحمد تره‌کی مردم نورستان و کنر در تاریخ ۲۰/۷/۱۹۷۸ قیام و با نیروهای دولتی برخورد کردند.
در سال ۱۹۸۵ میلادی نیروهای شوروی و حکومتی به دره‌های کنر حمله کردند.
در ۲۰ آوریل ۱۹۹۱ انفجار عظیمی در اسعدآباد کنر روی داد که حدود هزار کشته و زخمی بر جای گذاشت.
ولایت کنر اولین استانی بود که طالبان پس از تصرف آن برپایی آنچه از سوی آن‌ها «اولین خلافت اسلامی» نام گرفته‌بود را در آن اعلام کردند.

## اقتصاد
در حدود سال نهم هجری، طلا، نقره، مروارید، عنبر، پشم سفید و انواع جواهر و سنگ‌های گران‌بها در ولایات مرزی افغانستان و هندوستان تجارت می‌شد و در آن زمان، از افغانستان به سرزمین هند، سه راه بازرگانی وجود داشت که یکی از آن‌ها مسیر کابل و کنر به پیشاور و سواحل دریای هند بود. مسیر غرنی (معروف به گذرگاه هند) قادر‌-پفیوز، بینان قدیم پنجاب؛ و مسیر هرات کویته پاکستان (امروزی) دره بولان سند، دو مسیر دیگر بودند.

### زراعت

رود کنر که تازه منبع گرفته‌است.

#### لیمو
پروژه زنجیره ارزش باغداری وزارت زراعت، آبیاری و مالداری، ۲۳ جریب باغ تجارتی لیمو در کنر ساخته‌است که سالانه از آن ۶۰۹ تن لیمو برداشت می‌شود. یوریکا، یک نوع لیمو است که باغ‌های تجارتی آن در دو ولسوالی خاص کنر و سوکی در سال ۱۳۹۹ ساخته شده‌است. در این باغ‌ها بیش از سه‌هزار و ۲۰۰ نهال لیمو کاشت شده‌است.

#### برنج
براساس آمار سروی مشترک وزارت زراعت و اداره ملی احصاییه، ولایت کنر با تولید ۲۰ هزار تُن برنج در سال ۱۳۹۹، در جایگاه ششم تولید برنج افغانستان قرار دارد.

## تقسیمات اداری

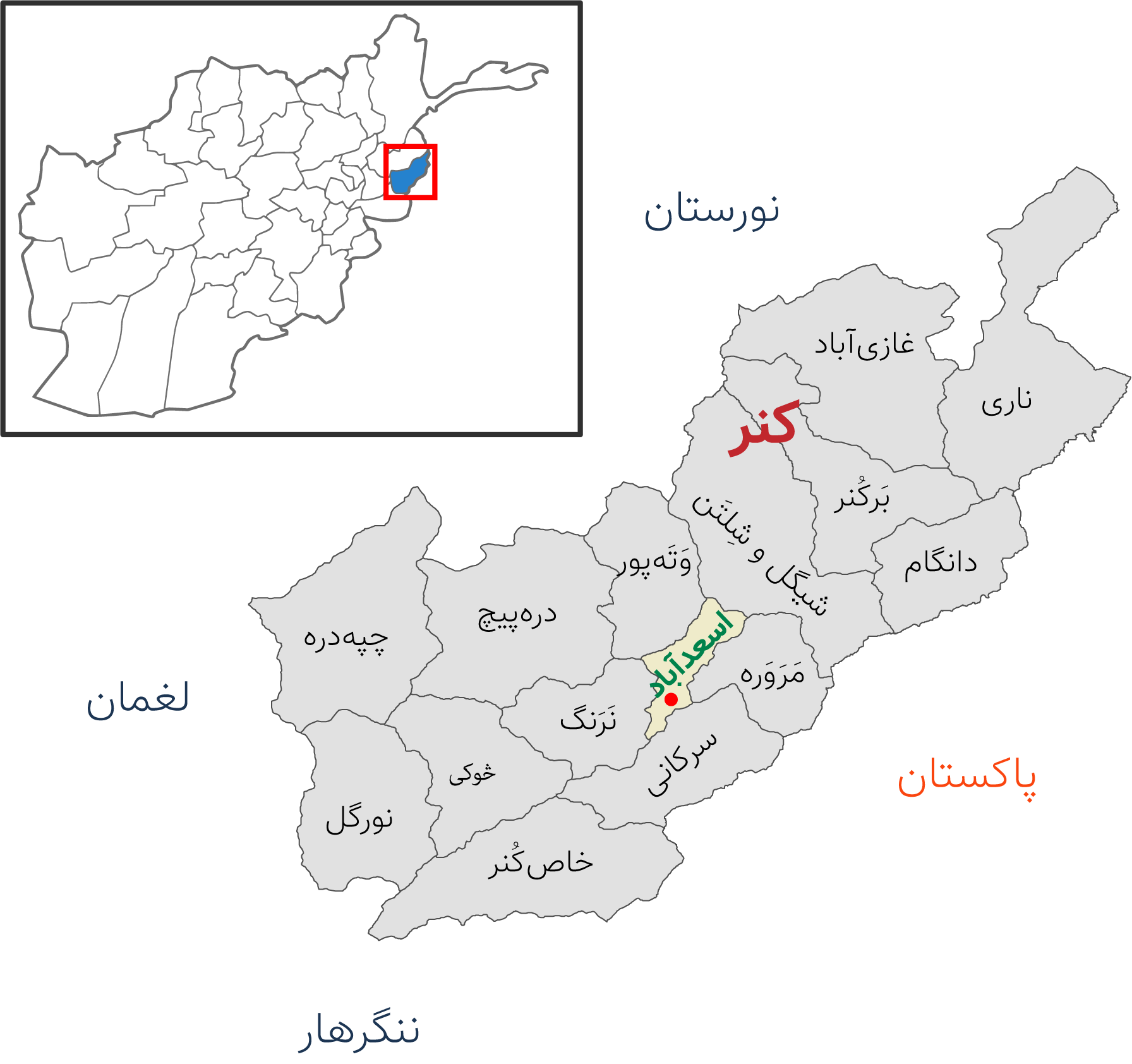
ولسوالی‌های کُنَر

| - اسعدآباد - بَرکُنر - خاص‌کُنر - دانگام - دره‌پیچ - چپه‌دره - چوکی | - سرکانی - شیگل و شِلتَن - غازی‌آباد - مَرَوَره - ناری - نَرَنگ - نورگُل - وَتَه‌پور |  |